# كارثة ملعب الزمالك 1974
وقعت كارثة الزمالك في 17 فبراير 1974 عندما تدافع المشجعون قبل مباراة ودية لكرة القدم في استاد الزمالك في القاهرة بين الزمالك المصري ودوكلا براغ من تشيكوسلوفاكيا.
تم الإبلاغ عن إجمالي عدد القتلى بشكل مختلف بـ 48، أو 49، أو 50؛ قتيل كما أصيب 50 آخرون خلال هذا الحدث.
بعد تغيير مكان المباراة، اعتقد العديد من المؤيدين أنهم لن يتمكنوا من الدخول إلى الاستاد الذي تم اختياره حديثًا، حيث كان ملعب ناصر، الذي كان يستهدف سابقًا، أكبر بكثير. كان هناك تدافع، وقد انهارت الجدران، ومات الكثير. وفقًا للتقارير، حاول ما يصل إلى 80,000 شخص دخول الملعب، رغم أن سعته في حينها لا تتجاوز 40,000 شخص.